# Jersey (gruppo musicale)
I Jersey sono stati un gruppo musicale canadese formatosi nel 1996 a Burlington, nell'Ontario.

## Storia del gruppo
Il gruppo viene formato nel 1996 dal chitarrista e cantante Greg Taylor, il batterista Kevin Harris e il bassista Johnny Lubera. Pubblicano il loro primo demo nel 1998, intitolato No Turning Back. Successivamente entra nella formazione anche il chitarrista Sean McNab e, dopo aver firmato con la Fueled by Ramen, il gruppo pubblica il suo primo album in studio, The Battle's Just Begun, uscito nel 1999. Dopo l'uscita dell'EP Definition, del 2001, Harris esce dal gruppo, venendo sostituito prima da Ian Blackwood e successivamente da Jordan Hastings. Generation Genocide, il secondo e ultimo album in studio del gruppo, viene pubblicato nell'aprile 2004 dalla Virgin Records. Esattamente un anno dopo, il gruppo si scioglie.

## Formazione

### Ultima
- Greg Taylor – voce, chitarra ritmica (1996-2004)
- Sean McNab – chitarra solista, voce secondaria (1999-2004)
- Johnny Lubera – basso (1996-2004)
- Jordan Hastings – batteria, percussioni (2004-2005)

### Ex componenti
- Kevin Harris – batteria, percussioni (1996-2001)
- Ian Blackwood – batteria, percussioni (2002-2003)

## Discografia

### Album in studio
- 1999 – The Battle's Just Begun
- 2004 – Generation Genocide

### EP
- 1998 – No Turning Back
- 2001 – Definition

### Split
- 1998 – In Friends We Trust (con gli Outspan)